# Gustave Charpentier
Gustave Charpentier (25. juni 1860 – 18. februar 1956) var en fransk komponist. Han er bedst kendt for operaen Louise fra 1900, der er en hyldest til Paris.
Han blev født i Dieuze som søn af en bager. Efter studier på konservatoriet i Lille startede han på konservatoriet i Paris i 1881. Der var han elev af Jules Massenet. I 1887 vandt han Prix de Rome for kantaten Didon. Med prisen fulgte et ophold i Rom. Der skrev han orkesterværket Impressions d'Italie og begyndte arbejdet på librettoen og musikken til det, der skulle blive hans bedst kendte værk, operaen Louise.
Charpentier vendte tilbage til Paris og begyndte at komponere, bl.a. sange til tekster af Charles Baudelaire og Voltaire. Han blev også færdig med Louise, og den blev antaget på Opéra-Comique, som ville sætte den op. Den er et realistisk portræt af livet i arbejderklassen i Paris og betragtes af nogle som et tidligt eksempel på verismen.
Premieren fandt sted den 2. februar 1900. Dirigenten var André Messager. Operaen blev en øjeblikkelig succes. Den så snart opførelser over hele verden og gjorde Charpentiers navn bredt anerkendt. Den gav også stødet til den skotske sopran, Mary Gardens, karriere. Hun sang titelrollen i en af de første opførelser. Der blev indspillet en filmversion af værket i 1939 med Grace Moore i titelrollen. Operaen opføres endnu i dag; "Depuis le jour", en arie fra operaen, synges hyppigt ved koncerter.
I 1902 grundlagde Charpentier Conservatoire Populaire Mimi Pinson, der skulle tilbyde en gratis kunstnerisk uddannelse til Paris' arbejderklasses piger. Som komponist blev han dog mindre produktiv. Han arbejdede på Julien, en opfølger til Louise, men den blev ikke så stor en succes som Louise ved premieren i 1913 og var hurtigt glemt. Charpentier skrev stort set ikke mere musik i resten af sit liv. Han døde i Paris.

## Operaer af Gustave Charpentier
- Louise (1900)
- Julien, ou La vie du poète (1913)
- L'amour au faubourg (1913)
- Orpheito, oi, oi (1931)